# Callophrys perplexa
Callophrys perplexa är en fjärilsart som beskrevs av Barnes och Benjamin 1933. Callophrys perplexa ingår i släktet Callophrys och familjen juvelvingar. Inga underarter finns listade i Catalogue of Life.